# Shangganling
Der Stadtbezirk Shangganling (chinesisch 上甘岭区, Pinyin Shànggānlǐng Qū) der bezirksfreien Stadt Yichun in der chinesischen Provinz Heilongjiang im Nordosten der Volksrepublik China hat eine Fläche von 1.461 km² und zählt 20.000 Einwohner (2004).